# لورين فروست
لورين فروست (بالإنجليزية: Lauren Frost)‏ هي ممثلة أمريكية، ولدت في 25 مايو 1985 في دانرز غروف في الولايات المتحدة.

## وصلات خارجية
- الموقع الرسمي
- لورين فروست على موقع IMDb (الإنجليزية)
- لورين فروست على موقع ميوزك برينز (الإنجليزية)
- لورين فروست على موقع قاعدة بيانات الفيلم (الإنجليزية)